# HD18769
HD18769 — хімічно пекулярна зоря спектрального класу A2, що має видиму зоряну величину в смузі V приблизно  5,9.
Вона  розташована на відстані близько 214,0 світлових років від Сонця.

## Фізичні характеристики
Зоря HD18769 обертається 
досить швидко 
навколо своєї осі. Проєкція її екваторіальної швидкості на промінь зору становить  Vsin(i)= 52км/сек.